# Naturschutzgebiet Quellregion am Scheitenberger Weg
Das Naturschutzgebiet Quellregion am Scheitenberger Weg mit einer Größe von 2,6 ha liegt südlich von Gevelinghausen im Stadtgebiet von Olsberg im Hochsauerlandkreis. Das Gebiet wurde 2004 mit dem Landschaftsplan Olsberg durch den Hochsauerlandkreis als Naturschutzgebiet (NSG) ausgewiesen.

## Gebietsbeschreibung
Beim NSG handelt es sich um Quellgebiet mit Feuchtweide und Erlenwald.

## Schutzzweck
Im NSG soll der dortige Quellgebiet mit Feuchtweide und Erlenwald geschützt werden. Wie bei allen Naturschutzgebieten in Deutschland wurde in der Schutzausweisung darauf hingewiesen, dass das Gebiet „wegen der Seltenheit, besonderen Eigenart und Schönheit des Gebietes“ zum Naturschutzgebiet wurde.